# Acontia umbrigera
Acontia umbrigera är en fjärilsart som beskrevs av Felder 1874. Acontia umbrigera ingår i släktet Acontia och familjen nattflyn. Inga underarter finns listade i Catalogue of Life.